# Eslovacos

Mapa da diáspora eslovaca ao redor do mundo

Os eslovacos são um grupo étnico eslavo ocidental que primeiramente habita a Eslováquia e fala o eslovaco, que é muito próximo ao tcheco.
Há aproximadamente 4,6 milhões de eslovacos autóctones na Eslováquia. Além disso, há eslovacos vivendo em vários países: Estados Unidos (cerca de 1.000.000), República Tcheca (cerca de 200.000), Hungria (cerca de 60.000), Canadá (cerca de 100.000), Sérvia e Montenegro (cerca de 60.000), Polônia (cerca de 47.000), Romênia (cerca de 18.000), Ucrânia (cerca de 17.000), além de outros como´França, Austrália, Áustria, Grã-Bretanha, Croácia. Brasil e Argentina.
São predominantemente católicos. Uma pequena minoria é protestante e de outras denominações. Alguns eslovacos são ateus ou agnósticos.